# Aleksei Nikitin
Bản mẫu:Eastern Slavic name
Aleksei Valeryevich Nikitin (tiếng Nga: Алексей Валерьевич Никитин; sinh ngày 27 tháng 1 năm 1992) là một trung vệ bóng đá người Nga hiện tại thi đấu cho F.K. Ufa.

## Sự nghiệp câu lạc bộ
Anh có màn ra mắt tại Football Vô địchhip of the National League cho FC Yenisey Krasnoyarsk vào ngày 7 tháng 4 năm 2012 trong trận đấu với FC SKA-Energiya Khabarovsk.

## Thống kê sự nghiệp

### Câu lạc bộ
Tính đến 13 tháng 5 năm 2018
| Câu lạc bộ             | Mùa giải            | Giải vô địch                | Giải vô địch | Giải vô địch | Cúp     | Cúp       | Châu lục | Châu lục  | Tổng cộng | Tổng cộng |
| Câu lạc bộ             | Mùa giải            | Hạng đấu                    | Số trận      | Bàn thắng    | Số trận | Bàn thắng | Số trận  | Bàn thắng | Số trận   | Bàn thắng |
| ---------------------- | ------------------- | --------------------------- | ------------ | ------------ | ------- | --------- | -------- | --------- | --------- | --------- |
| P.F.K. CSKA Moskva     | 2009                | Giải bóng đá ngoại hạng Nga | 0            | 0            | 0       | 0         | 0        | 0         | 0         | 0         |
| P.F.K. CSKA Moskva     | 2010                | Giải bóng đá ngoại hạng Nga | 0            | 0            | 0       | 0         | 0        | 0         | 0         | 0         |
| P.F.K. CSKA Moskva     | 2011–12             | Giải bóng đá ngoại hạng Nga | 0            | 0            | 0       | 0         | 0        | 0         | 0         | 0         |
| P.F.K. CSKA Moskva     | Tổng cộng           | Tổng cộng                   | 0            | 0            | 0       | 0         | 0        | 0         | 0         | 0         |
| FC Yenisey Krasnoyarsk | 2011–12             | FNL                         | 5            | 0            | –       | –         | –        | –         | 5         | 0         |
| FC Yenisey Krasnoyarsk | 2012–13             | FNL                         | 18           | 0            | 3       | 1         | –        | –         | 21        | 1         |
| FC Yenisey Krasnoyarsk | 2013–14             | FNL                         | 10           | 0            | 0       | 0         | –        | –         | 10        | 0         |
| FC Yenisey Krasnoyarsk | Tổng cộng           | Tổng cộng                   | 33           | 0            | 3       | 1         | 0        | 0         | 36        | 1         |
| F.K. Amkar Perm        | 2013–14             | Giải bóng đá ngoại hạng Nga | 7            | 0            | –       | –         | –        | –         | 7         | 0         |
| F.K. Amkar Perm        | 2014–15             | Giải bóng đá ngoại hạng Nga | 10           | 0            | 0       | 0         | –        | –         | 10        | 0         |
| F.K. Amkar Perm        | Tổng cộng           | Tổng cộng                   | 17           | 0            | 0       | 0         | 0        | 0         | 17        | 0         |
| F.K. Ufa               | 2015–16             | Giải bóng đá ngoại hạng Nga | 21           | 1            | 2       | 0         | –        | –         | 23        | 1         |
| F.K. Ufa               | 2016–17             | Giải bóng đá ngoại hạng Nga | 16           | 0            | 3       | 0         | –        | –         | 19        | 0         |
| F.K. Ufa               | 2017–18             | Giải bóng đá ngoại hạng Nga | 18           | 1            | 1       | 0         | –        | –         | 19        | 1         |
| F.K. Ufa               | Tổng cộng           | Tổng cộng                   | 55           | 2            | 6       | 0         | 0        | 0         | 61        | 2         |
| Tổng cộng sự nghiệp    | Tổng cộng sự nghiệp | Tổng cộng sự nghiệp         | 105          | 2            | 9       | 1         | 0        | 0         | 114       | 3         |